# Route magistrale 1 (Lituanie)
Pour les articles homonymes, voir A1 et Route A1.
La route A1 (Magistralinis kelias A1) est une route lituanienne reliant Vilnius à Klaipėda. Elle mesure 311,4 km. La section de Kaunas à Klaipėda est à statut autoroutier.

## Tracé
| Km     | Agglomérations | Carte interactive |
| ------ | -------------- | ----------------- |
| 0 km   | Vilnius        |                   |
|        | Grigiškės      |                   |
|        | Vievis         |                   |
| 103 km | Kaunas         |                   |
| 311 km | Klaipėda       |                   |